# Шихэ
Шихэ́ (кит. упр. 浉河, пиньинь Shīhé) — район городского подчинения городского округа Синьян провинции Хэнань (КНР). Район назван в честь реки Шихэ.

## История
В эпоху Западной Чжоу в этих местах находилось царство Шэнь (申国), поэтому издавна их называли «Шэньский город» (申城).
При империях Цинь и Хань здесь находилась волость Иян (义阳乡) округа Наньян (南阳郡). В эпоху Троецарствия эти места оказались в составе царства Вэй, и императором Вэнь-ди был заложен город Жэньшунь (仁顺城), в который впоследствии перебрались власти уезда Иян (义阳县). При империи Цзинь наряду с ними в нём также разместились и власти округа Иян (义阳郡). В эпоху Южных и Северных династий была образована область Шэньчжоу (申州), власти которой также разместились здесь; в состав области входило 4 округа и 20 уездов.
При империи Суй область Шэньчжоу была переименована в Ичжоу (义州), которая затем была переименована в округ Иян. При империи Тан опять пошла череда переименований: округ Иян вновь стал областью Шэньчжоу, затем опять округом Иян, а затем снова областью Шэньчжоу; органы власти округа/области по-прежнему размещались в административном центре уезда Иян.
При империи Сун был образован Иянский военный округ (义阳军). Из-за практики табу на имена в связи с тем, что иероглиф «и» входил в личное имя основателя династии Чжао Куанъи, он был заменён на сходный по смыслу иероглиф «синь», в результате чего Иянский военный округ был переименован в Синьянский военный округ (信阳军), а уезд Иян — в уезд Синьян (信阳县). После монгольского завоевания в 1277 году вместо военного округа была создана Синьянская управа (信阳府), которая в 1278 году была понижена в статусе до Синьянской области (信阳州). При империи Мин область в 1377 году была расформирована, но затем в 1475 году создана вновь; уезд Синьян был при этом упразднён, а его земли перешли под непосредственное управление областных структур. После Синьхайской революции в Китае была проведена реформа административного деления, и области были упразднены; на территории, ранее напрямую подчинённой властям области, в 1913 году был вновь создан уезд Синьян.
Во время гражданской войны в октябре 1948 года в административный центр уезда Синьян переехали гоминьдановские власти провинции Хэнань. 1 апреля 1949 года Синьян был занят войсками коммунистов, и урбанизированная часть уезда Синьян стала отдельным городом Синьян, однако 21 июля 1949 года город Синьян был опять присоединён к уезду Синьян; одновременно с этим был создан Специальный район Синьян (信阳专区), власти которого разместились в уезде Синьян. 28 декабря 1949 года город Синьян был вновь выделен из уезда Синьян.
10 июня 1952 года город Синьян был понижен в статусе, и стал посёлком Синьян (信阳镇) уезда Синьян. 9 июля 1953 года посёлок Синьян перешёл в непосредственное подчинение властям провинции Хэнань, а 16 ноября 1953 года был вновь образован отдельный город Синьян. 15 августа 1960 года был расформирован уезд Синьян, а его территория была присоединена к городу Синьян.
5 октября 1961 года уезд Синьян был вновь отделён от города Синьян. В 1970 году Специальный район Синьян был переименован в Округ Синьян (信阳地区).
В 1998 году постановлением Госсовета КНР были расформированы округ Синьян, уезд Синьян и город Синьян, и был образован городской округ Синьян; территория бывших города Синьян и уезда Синьян стала районами Пинцяо и Шихэ в его составе.

## Административное деление
Район делится на 9 уличных комитетов, 5 посёлков и 4 волости.